# Dar al-Magana
La Dar al-Magana (in arabo دار المكانة‎?, letteralmente: casa dell'orologio) è un edificio storico situato nella medina di Fès, in Marocco, realizzato per ospitare una clessidra ad acqua che indicava le ore delle preghiere rituali islamiche.
La Dar al-Magana si trova di fronte all'uscita della scuola coranica della madrasa Bou Inania.

## Storia

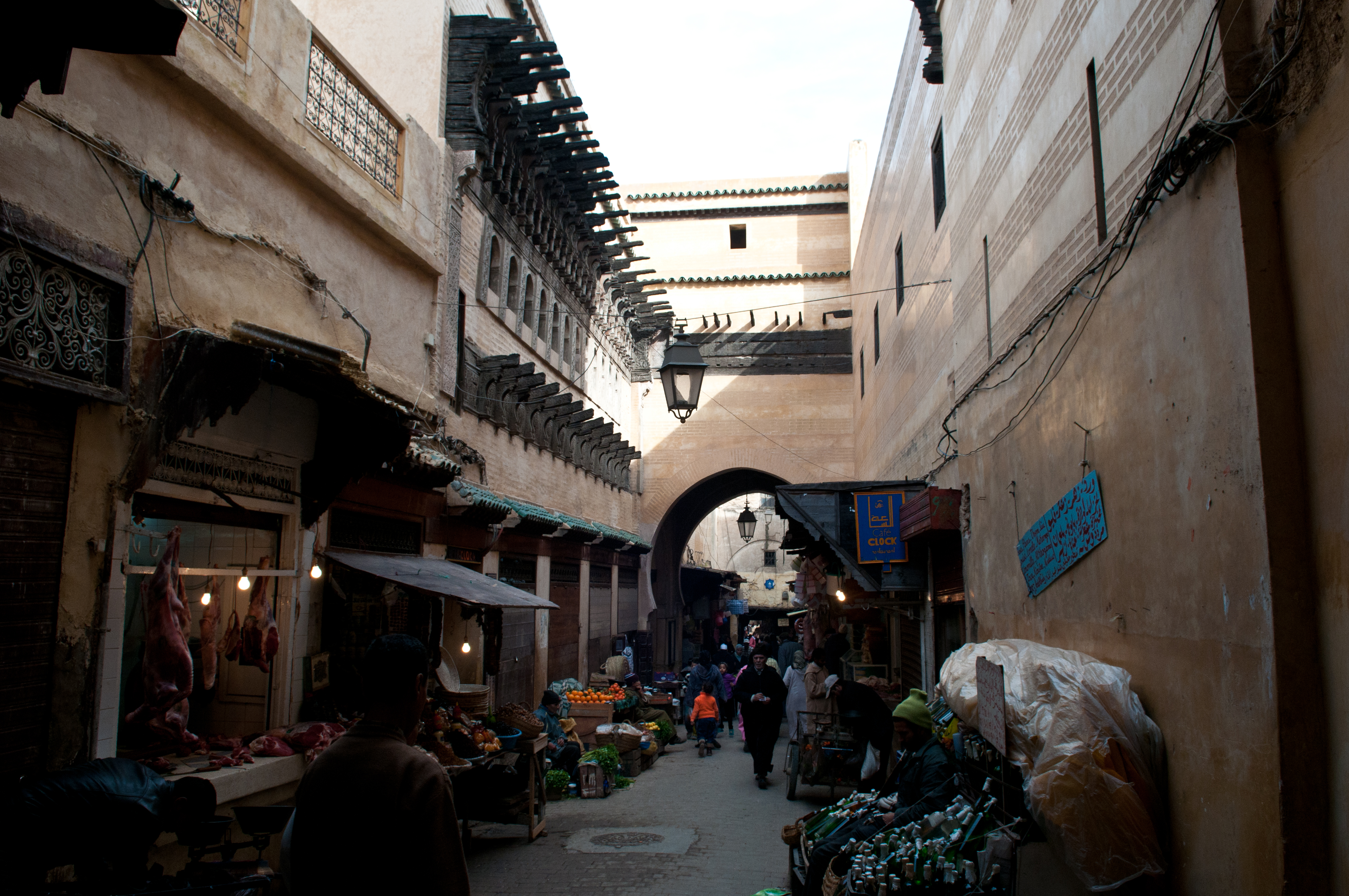
La Dar al-Magana

Fatto realizzare dal sultano merinide Abu 'Inan Faris, il palazzo è caratterizzato per la sua clessidra ad acqua costruita da Ali Ahmed Tlemsani (oppure Ali ibn Tlilimsaní), astronomo e muwaqqit (funzionario incaricato di regolare e manutenere gli orologi del sultano e di comunicare al muezzin l'orario esatto per le preghiere) della corte di re Abu l-Hasan 'Ali ibn 'Uthman.
Il muwaqqit era già noto per aver costruito nel 1308 (insieme a Ibn al Fahham) l'orologio ad acqua di Tlemcen con automata ed indicazioni astronomiche
L'orologio ad acqua di Fès venne inaugurato nel giorno 14 della Jumada I dell'anno 758 dell'Egira (corrispondente al 13 maggio 1357 del calendario gregoriano cristiano).
L'orologio cadde in disuso alla fine del regno dei Merinidi avvenuta nel 1456, e da allora è rimasto in silenzio.

## Descrizione
Gli elementi architettonici ancora visibili non consentono di comprendere appieno il meccanismo esatto del funzionamento della clessidra ad acqua, tenuto conto che l'orologio funzionava secondo il sistema delle ore disuguali. In base a tale sistema misurazione del tempo, di origine greca, ogni ora era intesa come la dodicesima parte dell'arco diurno percorso dal sole nella giornata. Tuttavia, come è noto, il periodo di luce solare è variabile durante tutto l'anno.
Ad ogni modo, l'orologio è composto da 12 finestre ad arco, davanti ad ognuna delle quali vi era una piccola piattaforma in legno di cedro (sorretta da due mensole lignee, tuttora visibili, in corrispondenza delle 13 colonne degli archi) che sorreggeva una ciotola di bronzo.
Il movimento dell'orologio presumibilmente funzionava grazie ad una sorta di piccolo carrello che correva da sinistra a destra dietro le dodici finestrelle. Il carretto era attaccato ad una estremità con una corda legata ad un contrappeso, mentre all'altra estremità della corda vi era un altro peso che galleggiava sulla superficie di un serbatoio d'acqua che si svuotava pian piano ad intervalli regolari. Ad ogni ora, in sequenza da sinistra verso destra, il carrello si muoveva facendo aprire una delle dodici porte delle finestrelle, probabilmente decorate con automi che facevano rotolare una palla metallica dorata nella rispettiva ciotola, in tal modo scandendo l'ora esatta. Al termine della giornata, l'orologiaio-muwaqqit rimetteva a posto le sfere di metallo e regolava l'orologio per il giorno successivo.
Si ritiene che la parte più importante dell'orologio, chiamata al-Fara (ovvero "la spilla"), fosse d'oro massiccio e per tale motivo non è mai stata ritrovata.
Le travi sporgenti dell'edificio sopra le porte (identiche a quelle della madrasa Bou Inania) sorreggono una piccola tettoia a protezione delle porte e delle ciotole.
Si presume che il meccanismo sia simile all'orologio di Ridwan al-Saati collocato nella Grande Moschea degli Omayyadi di Damasco (Siria), agli orologi ad acqua spagnoli di al-Andalus (come quello di Toledo descritto da Ibn Khalaf al-Muradi e ricostruito dal Museo nazionale della scienza e tecnologia di Madrid nel 1995) e all'orologio ad acqua descritto da Al-Jazari ricostruito dal London Science Museum nel 1976 ed esposto al Nationaal Beiaard en Natuurmuseum di Asten (Paesi Bassi), nella Beiaardcollectie dell'Astronomische kunstuurwerken.

## Restauro
Nonostante sia stato oggetto di numerose indagini, nessuno fino ad oggi è stato in grado di far ripartire la clessidra ad acqua.
Le sette ciotole dorate superstiti furono rimosse nel 2004 ed il meccanismo dell'orologio ad acqua è ancora in fase di studio e restauro da parte della fondazione ADER Fès (Agence pour la Dédensification et la Réhabilitation de la médina de Fès), impegnata nel recupero dei monumenti storici della città di Fès.